# 尖刺蔷薇
尖刺蔷薇（学名：Rosa oxyacantha）为蔷薇科蔷薇属下的一个种。

## 扩展阅读
- 維基物種上的相關：尖刺蔷薇